# 天鵝座DT
天鵝座DT，又名BD+30 4318，HD 201078、SAO 70917、HR 8084，是天鵝座的一颗恒星，视星等为5.82，位于銀經76.55，銀緯-10.78，其B1900.0坐标为赤經21h 2m 18.4s，赤緯+30° -10.78′ 1″。